# REBEL BLUE
REBEL BLUE（レベル・ブルー）は、日本のパンク・ロックバンド。

## 来歴
- 『イカ天』出演後、メジャーデビューを果たしたロックバンド「えび」のボーカル・加藤健を中心に結成。
- 1999年、『新しい神様』を主題歌とした映画『新しい神様』（土屋豊監督）が公開。

## 活動履歴
| 年     | 活動 |
| ------ | --- |
| 1995年 | REBEL BLUEの前身となるバンド「BANANA MONKEYS」結成。 （ギターは現ブラフマンのコーキ、ベースは現SKAFULL KINGの4106。） |
| 1997年 | 『HOW ORDER YOU』（ルイード）2曲参加。 |
| 1998年 | バンド名を「REBEL BLUE」に改名。 元BRND NEW MONKEYSのコンらと。 |
| 1999年 | 『POP AGITATION』（19曲/500円/死民レーベル）発表。 |
| 2000年 | 「新しい神様」が、映画『新しい神様』（雨宮処凛主演、土屋豊監督）の主題歌に起用される。 |
| 2001年 | 『HOP STEP JUMP to THE NEXT RESISTANCE』（15曲/1,000円/死民レーベル）発表。 |
| 2002年 | 都内ライブハウスを中心にライブ活動展開。 |
| 2003年 | 都内ライブハウスを中心にライブ活動展開。 |
| 2004年 | 都内ライブハウスを中心にライブ活動展開。 深田り由が広報担当に参画。 |
| 2005年 | 都内ライブハウスを中心にライブ活動展開。 |
| 2006年 | 5月、ロゴデザインを一新（VI担当:田中北舍氏) 9月、元boxinglee 坂田氏らとイベント「地球防衛軍」立ち上げ、弾き語りメインのライブを行う（9月、10月/高円寺）。 |
| 2007年 | 『脂肪吸引/うんこ製造マシーン』（2曲/500円/死民レーベル）発表。 広瀬学がベーシストとして参加。 新宿JAMで多数ライブ活動をおこなう。 10月、mixiコミュニティ「REBEL BLUE LOVE&PEACE」開設。 12月、公式サイト（rebelblue.net）が本格始動。 |
| 2008年 | 3月、『STORY-1』（4曲/1,000円/死民レーベル）発表。 Vo.加藤、『天国だった、けど』（三才ブックス）で作家デビュー。 加藤が立ち上げたイベント『革命導火線』が、出版記念イベントにからめてリスタート。 5月、YouTubeチャンネル「REBEL BLUE LOVE&PEACE」開設。 7月、レーベル表記を「Shimin Label」に変更、ロゴデザインを一新。 『REBEL BLUE GREATEST HITS 01』（6曲/$9.99/Shimin Label）、 『REBEL BLUE GREATEST HITS 02』（6曲入 $9.99/Shimin Label）がiTunes Storeほか米国音楽サイトでデジタル配信開始。 11月『STORY-1 ver.2』（6曲/1,000円/Shimin Label）発表。 |
| 2009年 | 1月、松崎晃之がドラマーとして参加。 12月、本庄寛国がギタリストとして参加。 |

## メンバー
■創設〜現在
REBEL RED（ボーカル） カトケン
東京都出身。11月23日生。慶應義塾大学文学部文学科（フランス文学専攻）卒業。『イカ天』出身のバンド「えび」のボーカル。CMナレーターやDJとしても活躍。2008年、三才ブックスより『天国だった、けど　〜6畳王子マモルの1825日〜』で作家デビュー。
■2007〜2010年の活動メンバー
REBEL GREEN （ベース）ガク／広瀬学
東京都出身。12月28日生。音楽プロデューサー、作曲家、編曲家、マニピュレーター、ボイストレーナー。14歳から都内ライブハウスに出演、NHKをはじめとしたテレビ番組で活躍、テレビやラジオCM、テーマ曲などを制作。デュアルドリーム、class、SHIHO、三貴哲成（旧三好鉄生）などのサポートミュージシャンとしても活躍。担当はベース。
REBEL WHITE （ドラム）松ちゃん／松崎晃之
静岡県出身。12月27日生。ドラマー。幼少の頃からピアノやエレクトーンと親しみ、17歳でドラムと出逢う。大学在学中からアイドルグループのバックバンドなどで活躍。ビートルズのトリビュートバンド「ザ・パロッツ」に加入、1994年から毎年イギリス・リバプールにて行われるマージー・ビートル・フェスティバルに6度の出場を果たす。ドラムスクールなども開講。三貴哲成（旧三好鉄生）、寺尾聰バンドにも参加。QueenのトリビュートバンドQUEENESSにも参加。担当はドラム。
REBEL PURPLE （ギター）王子／本庄寛国
神奈川県出身。5月26日生。ギタリスト。16歳より合唱、和太鼓を始める。日本武道館、東京厚生年金会館、パルテノン多摩等で発表。歌劇団「二期会」に子役として出演。 14歳からギターをはじめる。和太鼓と歌劇団を並行して活動するが、19歳でギターのみに転向。ギタリストとしての生活が始まる。 21歳、バンドにて活動。都内を中心に東名阪、広島、九州等でライブツアー。 22歳、ソロになってからは経験を積むため様々な音楽を演奏(ポップス、ロック、クラシック、ジャズ、ソウル、R&B、ラテン、演歌等)し、現在にいたる。早稲田大学卒業。共演アーティストはフィンガー5T・AKIRA、CASIOPEA野呂一生、日山正明、ザ・リリーズなど。

## ディスコグラフィー

### シングル
| リリース日 | タイトル | 収録曲数 |
| ---------- | -------- | -------- |
| 2007年3月  | 脂肪吸引 | 2曲      |

### オリジナルアルバム
| リリース日 | タイトル                             | 収録曲数 |
| ---------- | ------------------------------------ | -------- |
| 1999年8月  | POP AGITATION                        | 19曲     |
| 2002年3月  | HOP STEP JUMP TO THE NEXT RESISTANCE | 15曲     |
| 2008年3月  | STORY-1/0312ver.                     | 04曲     |
| 2008年7月  | REBEL BLUE GREATEST HITS 01          | 08曲     |
| 2008年7月  | REBEL BLUE GREATEST HITS 02          | 08曲     |
| 2008年11月 | STORY-1 ver.2                        | 06曲     |
| 2009年7月  | STORY-2                              | 06曲     |

## エピソード
- ボーカルの加藤健は、健康管理士の資格を持っている。
- 2000年代初め、メンバーの言動が問題になりアマチュアの企画から締め出された。

## 関連人物・グループ
雨宮処凛
雨宮処凛率いるロックバンド「大日本テロル」とともにイベント『革命導火線』を主催。
土屋豊
土屋豊が監督した映画『新しい神様』の主題歌『新しい神様』をREBEL BLUEが提供。